# Ожье, Жан-Франсуа
Жан-Франсуа Ожье (фр. Jean-François Ogier; 18 сентября 1703 — 23 февраля 1775, Париж) — французский государственный деятель, дипломат, политик, минералог, коллекционер.

## Биография

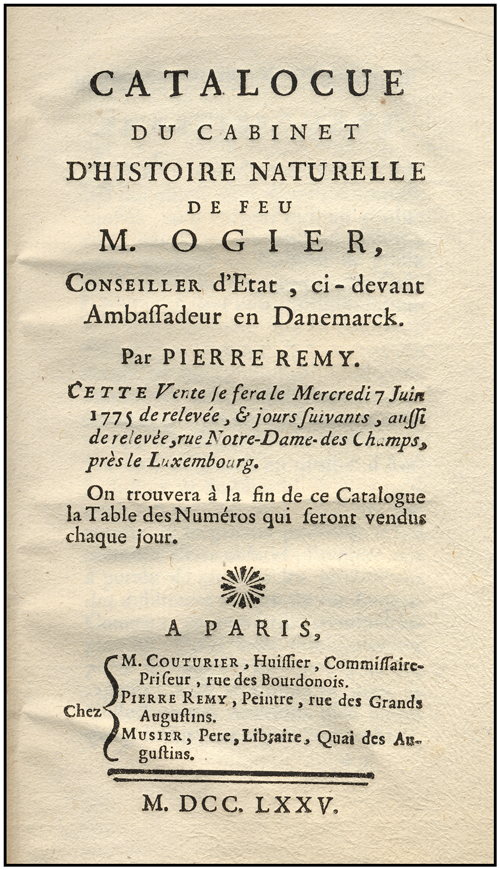
Аукционный каталог коллекции Жана-Франсуа Ожье. 1775

Сын высокопоставленного чиновника Великой канцлерии Франции. В сентябре 1722 года был назначен советником и уполномоченным по расследованиям Парижского парламента, высшего судебного органа во Франции старого порядка. В 1729—1761 годах — высокий чиновник парижского парламента, затем его почётный президент.
Из-за того, что Ожье и несколько его коллег вступили в конфликт с другим минералогом и подстрекали к мятежу против кардинала Жана Омера Жоли де Флери (1700—1755) были приговорены к изгнанию в 1732 году.
В 1744 году стал суперинтендантом (управляющим) Дома Дофина Франции («Surintendant de la Maison de la Dauphine»).
В 1752 году назначен французским посланником в баварский город Регенсбург. Посол Франции в Дании (1753—1766).
После начала Семилетней войны ему было поручено организовать флот под датским флагом для отправки грузов и боеприпасов французским войскам в Канаде для поддержки борьбы за французские колонии. В 1766 году он вернулся во Францию, где был назначен государственным советником, занимал эту должность до своей смерти в 1775 г.
Активно участвовал в политической жизни Франции.
Собрал большую коллекцию образцов минералов из Норвегии, Исландии и Фарерских островов, дополненную образцами из Гарца , Фрайберга и других северных европейских стран. После его смерти эта коллекция минералов была продана на аукционе в Париже.